# 普卢泽韦代
普卢泽韦代（法語：Plouzévédé，法語發音：[pluzevede]）是法国菲尼斯泰尔省的一个市镇，属于莫尔莱区。

## 地理
普卢泽韦代（48°35'42"N, 4°6'45"W）面积18.51 平方千米，位于法国布列塔尼大區菲尼斯泰尔省，该省份为法国最西部的省份，位于布列塔尼半岛西部，北西南三面环大西洋，东临阿摩尔滨海省和莫尔比昂省。
与普卢泽韦代接壤的市镇（或旧市镇、城区）包括：梅斯波勒、普卢加尔、普卢古尔韦斯特、普卢沃恩、圣武盖、特雷夫拉韦南、特雷济利代。

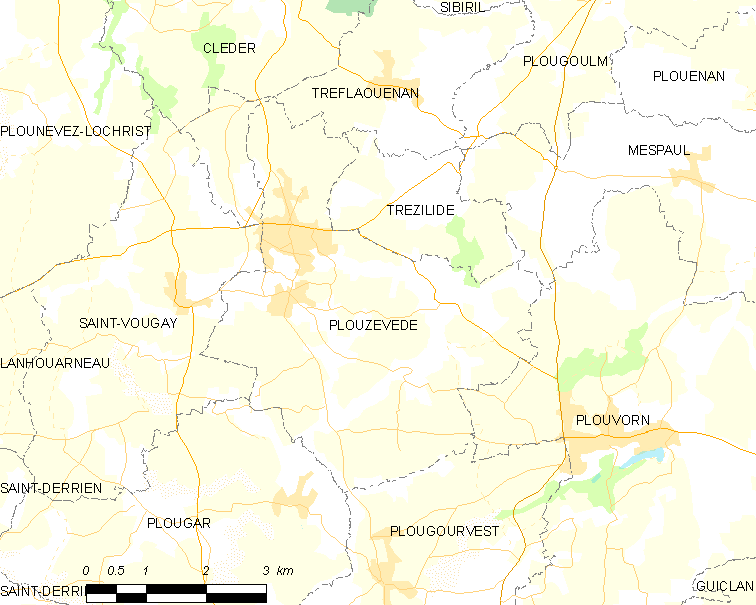
普卢泽韦代的OSM定位图

普卢泽韦代的时区为UTC+01:00、UTC+02:00（夏令时）。

## 行政
普卢泽韦代的邮政编码为29440，INSEE市镇编码为29213。

## 政治
普卢泽韦代所属的省级选区为朗迪维肖县。

## 人口

1962-2008年间普卢泽韦代人口变化图示

普卢泽韦代于2022年1月1日时的人口数量为1856人。